# Thiên thần diệt thế
Owari no Seraph (終わりのセラフ Owari no Serafu) là một manga Nhật Bản được sáng tác bởi Kagami Takaya và minh họa bởi Yamamoto Yamato. Bộ truyện đã được xuất bản bởi Shueisha trên Jump SQ và bản tiếng Anh được xuất bản bởi Viz Media trên Weekly Shonen Jump. Phiên bản tiếng Việt của bộ truyện được xuất bản tại Việt Nam bởi Nhà Xuất Bản Kim Đồng với tên Thiên thần diệt thế.
Bộ truyện lấy bối cảnh là một thế giới bị hủy diệt bởi một loại virus nhân tạo, phá huỷ toàn thế giới và chỉ để lại những đứa trẻ dưới mười ba tuổi. Cùng lúc đó, ma cà rồng xuất hiện từ lòng đất sâu thẳm, theo sau là những nỗi kinh hoàng lâu đời của tư tưởng tối tăm huyền thoại. Một thiếu niên tên là Hyakuya Yūichirō (Yu) gia nhập một đội diệt trừ ma cà rồng để trả thù cho gia đình mình và giải cứu người bạn thân nhất là Hyakuya Mikaela (Mika).
Một anime chuyển thể bởi Wit Studio được công bố vào ngày 28 tháng 8 năm 2014. Phần đầu tiên của anime được trình chiếu tại Nhật Bản vào ngày 4 tháng 4 năm 2015 và kết thúc vào ngày 20 tháng 6 năm 2015. Phần thứ hai bắt đầu vào ngày 10 tháng 10 năm 2015 và kết thúc vào ngày 26 tháng 12 năm 2015. Một light novel tập trung vào cấp trên của Yu, Ichinose Guren được viết bởi Kagami và minh họa bởi Yamato.

## Cốt truyện
Năm 2012, thế giới bị hủy diệt bởi một loại virus do con người tạo nên, chúng giết dân chúng toàn thế giới và chỉ để lại trẻ em dưới mười ba tuổi. Cùng lúc đó, ma cà rồng xuất hiện từ lòng đất sâu thẳm, theo sau là những nỗi kinh hoàng lâu đời của tư tưởng tối tăm huyền thoại. Ma cà rồng quét sạch trái đất, chúng khuất phục những người còn sống sót và dẫn họ đến một nơi an toàn. "Sự bảo vệ" này đi kèm với việc phải hiến máu cho chúng. Ở tuổi 12, Yu và bạn của cậu Mika dự định trốn thoát cùng với những đứa trẻ ở cô nhi viện Hyakuya. Tuy nhiên kế hoạch bại lộ, những đứa trẻ bị tàn sát, Mika đã hy sinh bản thân để giúp Yu trốn thoát và được cứu bởi Tổ đội Nguyệt Quỷ. Bốn năm sau, Yuichirō trở thành thành viên của đội và tiêu diệt ma cà rồng để trả thù cho "gia đình" của mình. Đồng thời, cậu đã được tiết lộ rằng Mika vẫn còn sống và đã trở thành một ma cà rồng.

## Nhân vật
- Hyakuya Yūichirō (百夜 優一郎?)

Lồng tiếng bởi: Irino Miyu, Shimamura Yū (8 tuổi)
- Hyakuya Mikaela (百夜 ミカエラ  Hyakuya Mikaera?)

Lồng tiếng bởi: Ono Kenshō, Chisuga Haruka (8 tuổi)
- Hīragi Shinoa (柊 シノア?)

Lồng tiếng bởi: Hayami Saori
- Saotome Yoichi (早乙女 与一?)

Lồng tiếng bởi: Okamoto Nobuhiko, Kobori Miyuki (lúc nhỏ)
- Kimizuki Shihō (君月 士方?)

Lồng tiếng bởi: Ishikawa Kaito
- Sangū Mitsuba (三宮 三葉?)

Lồng tiếng bởi: Iguchi Yuka
- Ichinose Guren (一瀬 グレン?)

Lồng tiếng bởi: Nakamura Yūichi
- Ferid Bathory (フェリド・バートリー Ferido Bātorī?)

Lồng tiếng bởi: Sakurai Takahiro

## Truyền thông

### Manga
Owari no Seraph - Thiên thần diệt thế đã được xuất bản bởi Shueisha hàng tháng trên tạp chí shounen manga Jump SQ từ tháng 3 năm 2012. Vào ngày 07 Tháng 10 năm 2013, Viz Media thông báo rằng nó đã được cấp giấy phép phát hành tại Bắc Mỹ trên tạp chí kĩ thuật số Weekly Shonen Jump của công ty.
Một truyện tranh bằng giọng nói (vomic) cũng được sản xuất và xuất bản bởi Shueisha vào ngày 1 tháng 2 năm 2013.
Một manga gag spin-off để kỷ niệm anime với tựa đề Serapuchi!〜 Owari no Seraph yon-koma-hen 〜 (せらぷち!〜終わりのセラフ４コマ編〜) được đăng trên Jump SQ kể từ tháng 4 năm 2015. Nó cũng đã được công bố trên trang web chính thức của truyện.
Một manga chuyển thể từ light novel tập trung nhân vật Ichinose Guren đã được công bố và sẽ phát hành trên tạp chí shounen của Kodansha từ ngày 6 tháng 7.

### Light novel
Owari no Seraph - Ichinose Guren, juuroku-sai no Hametsu (終わりのセラフ 一瀬グレン、16歳の破滅 Owari no Seraph - Ichinose Guren, Tuổi 16 hủy diệt) tập trung vào nhân vật Ichinose Guren được viết bởi Kagami Takaya và minh họa bởi Yamamoto Yamato. Nó hiện gồm 6 tập và được Kodansha xuất bản từ tháng 1 năm 2013. Vào ngày 15 tháng 2 năm 2015, Vertical thông báo rằng bộ tiểu thuyết đã được cấp phép phát hành ở Bắc Mỹ vào tháng 1 năm 2016. Một CD phim truyền hình được phát hành vào ngày 30 tháng 10 năm 2015 kèm theo tập 6 của cuốn tiểu thuyết.

Vào ngày 1 tháng 5 năm 2017, đã có thông báo rằng tiểu thuyết sẽ được chuyển thể thành manga và được xuất bản trên tạp chí Monthly Shounen từ ngày 6 tháng 6. Bộ truyện tranh chuyển thể manga sẽ được vẽ bởi Asami Yō.
| # | Phát hành Tiếng Nhật | Phát hành Tiếng Nhật | Phát hành en        | Phát hành en      |
| # | Ngày phát hành       | ISBN                 | Ngày phát hành      | ISBN              |
| - | -------------------- | -------------------- | ------------------- | ----------------- |
| 1 | 4 tháng 1 năm 2013   | 978-4-06-375279-3    | 26 tháng 1 năm 2016 | 978-1-941-22098-6 |
| 2 | 2 tháng 7 năm 2013   | 978-4-06-375311-0    | 26 tháng 1 năm 2016 | 978-1-941-22098-6 |
| 3 | 31 tháng 1 năm 2014  | 978-4-06-375354-7    | 31 tháng 5 năm 2016 | 978-1-942-99305-6 |
| 4 | 2 tháng 7 năm 2014   | 978-4-06-375396-7    | 31 tháng 5 năm 2016 | 978-1-942-99305-6 |
| 5 | 2 tháng 4 năm 2015   | 978-4-06-381451-4    | 8 tháng 11 năm 2016 | 978-1-942-99374-2 |
| 6 | 30 tháng 10 năm 2015 | 978-4-06-381491-0    | 8 tháng 11 năm 2016 | 978-1-942-99374-2 |
| 7 | 2 tháng 12 năm 2016  | 978-4-06-381572-6    | 25 tháng 9 năm 2018 | 978-19-4505430-3  |

Một loạt light novel mới về câu chuyện Mikaela và nguồn gốc của ma cà rồng mang tên Owari no Seraph: Kyūketsuki Mikaela no Monogatari (終わりのセラフ　吸血鬼ミカエラの物語 Owari no Seraph: Câu chuyện của Quỷ hút máu Mikaela) bắt đầu xuất bản bởi Shueisha vào ngày 04 Tháng 12 năm 2015. Câu chuyện được viết bởi Kagami và minh họa bởi Yamato.
| # | Ngày phát hành Tiếng Nhật | ISBN Tiếng Nhật   |
| - | ------------------------- | ----------------- |
| 1 | 4 tháng 12 năm 2015       | 978-4-08-703358-8 |
| 2 | 2 tháng 5 năm 2016        | 978-4-08-703395-3 |

Ngày 20 tháng 10 năm 2017, blog tiểu thuyết của Kodansha thông báo rằng một ngoại truyện thứ hai về Guren có tựa đề Owari no seraph: Ichinose Guren, juukyu-sai no Sekai Resurrection (終わりのセラフ　一瀬グレン、19歳の世界再誕 Owari no seraph: Ichinose Guren, Tuổi 19 tái sinh thế giới) sẽ được phát hành vào tháng 12. Câu chuyện được viết bởi Kagami Takaya và minh họa bởi Azami Yami.
| # | Phát hành Tiếng Nhật | Phát hành Tiếng Nhật | Phát hành en         | Phát hành en     |
| # | Ngày phát hành       | ISBN                 | Ngày phát hành       | ISBN             |
| - | -------------------- | -------------------- | -------------------- | ---------------- |
| 1 | 27 tháng 12 năm 2017 | 978-4-06-381636-5    | 31 tháng 12 năm 2019 | 978-19-4998005-9 |
| 2 | 30 tháng 11 năm 2018 | 978-4-06-514385-8    | 31 tháng 3 năm 2020  | 978-19-4998014-1 |

### Anime
Một anime đã được thông báo vào ngày 28 tháng 8 năm 2014 và công chiếu vào ngày 4 tháng 4 năm 2015, bao gồm tổng cộng 24 tập. Nó được sản xuất bởi Wit Studio, đạo diễn bởi Tokudo Daisuke và thực hiện bởi Seko Hiroshi. Ngoài ra, tác giả manga gốc, Kagami Takaya soạn thảo những câu chuyện ban đầu cho tập phim và giám sát kịch bản cho đến tập cuối của anime.
Vào ngày 12 tháng 12 năm 2014, nó đã được thông báo rằng bộ phim sẽ được chia thành hai phần (quý của năm). Nửa đầu (12 tập) sẽ phát sóng vào năm 2015 từ tháng 4 đến tháng 6 và nửa cuối (12 tập) từ tháng 10 đến tháng 12.  NBCUniversal Entertainment Nhật Bản sẽ phát hành 12 tập đầu tiên ở định dạng Blu-ray và DVD ở Nhật Bản bắt đầu từ ngày 24 tháng 6 năm 2015. 6 phút omake đặc biệt có tựa đề Owaranai Seraph (終わらないセラフ Owaranai Serafu). Vào ngày 31 tháng 3 năm 2015, đã có thông báo rằng Funimation đã cấp phép cho loạt phát trực tuyến và phát hành video ở Bắc Mỹ. Vào ngày 13 tháng 5 năm 2015, Funimation thông báo rằng bản tiếng Anh sẽ phát vào mỗi thứ Tư lúc 8:30 tối trên "Dubble Talk".
Một OAD đi kèm với tựa đề Owari no Seraph: Kyūketsuki Shahal (終わりのセラフ 吸血鬼シャハル Owari no Serafu: Kyūketsuki Shaharu) phát hành vào ngày 02 tháng 5 năm 2016. Nó lần đầu tiên được trình chiếu tại sự kiện Jump Special Anime Festa 2015 vào tháng 11.
Sawano Hiroyuki sản xuất và đồng sáng tác nhạc, cũng như ca khúc chủ đề mở đầu và kết thúc, "XU" và "scaPEGoat" cùng với Wada Takafumi, Tachibana Asami và Shiraishi Megumi. Cả hai chủ đề đã được phát hành tại Nhật Bản trên đĩa CD vào ngày 20 tháng 5 năm 2015.

#### Danh sách tập

##### Phần một
| Tập | Tựa đề                                     | Đạo diễn            | Ngày phát hành   |
| --- | ------------------------------------------ | ------------------- | ---------------- |
| 1   | "Kechimyaku no Sekai" (血脈のセカイ)       | Kadowaki Satoshi    | 4 tháng 4, 2015  |
| 2   | "Hametsu-go no Ningen" (破滅後のニンゲン)  | Koizuka Masashi     | 11 tháng 4, 2015 |
| 3   | "Kokoro ni Sumu Oni" (心に棲むオニ)        | Kadowaki Satoshi    | 18 tháng 4, 2015 |
| 4   | "Kyūketsuki Mikaera" (吸血鬼ミカエラ)      | Kadowaki Satoshi    | 25 tháng 4, 2015 |
| 5   | "Kuro-oni tono Keiyaku" (黒鬼とのケイヤク) | Matsushita Shuhei   | 2 tháng 5, 2015  |
| 6   | "Atarashii kazoku" (新しいカゾク)          | Anjiki Kei          | 9 tháng 5, 2015  |
| 7   | "Mitsuba no Chīmu" (三葉のチーム)          | Wakano Tetsuya      | 16 tháng 5, 2015 |
| 8   | "Senmetsu no Hajimari" (殲滅のハジマリ)    | Utsunomiya Masaki   | 23 tháng 5, 2015 |
| 9   | "Shūgeki no Vanpaiya" (襲撃のヴァンパイア) | Ninomiya Takeshi    | 30 tháng 5, 2015 |
| 10  | "Sentaku no Kekka" (選択のケッカ)          | Ninomiya Takeshi    | 6 tháng 6, 2015  |
| 11  | "Osananajimi no Saikai" (幼馴染のサイカイ) | Mori Kunihiro       | 13 tháng 6, 2015 |
| 12  | "Min'na Tsumibito" (みんなツミビト)        | Yoshizawa Toshikazu | 20 tháng 6, 2015 |

##### Phần hai
| Tập | Tập (theo mùa) | Tựa đề                                   | Đạo diễn                                                     | Ngày phát hành    |
| --- | -------------- | ---------------------------------------- | ------------------------------------------------------------ | ----------------- |
| 13  | 1              | "Ningen no Sekai" (人間のセカイ)         | Kadowaki Satoshi                                             | 10 tháng 10, 2015 |
| 14  | 2              | "Kōsakusuru Kankei" (交錯するカンケイ)   | Hirakawa Tetsuo                                              | 17 tháng 10, 2015 |
| 15  | 3              | "Teiki Gun no Yabou" (帝鬼軍のヤボウ)    | Ueno Fumihiro                                                | 24 tháng 10, 2015 |
| 16  | 4              | "Gekki no gourei" (月鬼のゴウレイ)       | Kyogoku Yoshiaki                                             | 31 tháng 10, 2015 |
| 17  | 5              | "Hangyaku suru kachiku" (反逆するカチク) | Akamatsu Yasuhiro                                            | 7 tháng 11, 2015  |
| 18  | 6              | "Seigi no Tsurugi" (正義のツルギ)        | Kanamori Yoko                                                | 14 tháng 11, 2015 |
| 19  | 7              | "Shinya to Guren" (深夜とグレン)         | Mori Kunihiro                                                | 21 tháng 11, 2015 |
| 20  | 8              | "Oni no komoriuta" (鬼のコモリウタ)      | Yamada Ayumi                                                 | 28 tháng 11, 2015 |
| 21  | 9              | "Uragiri no Mikata" (裏切りのミカタ)     | Kyogoku Yoshiaki                                             | 5 tháng 12, 2015  |
| 22  | 10             | "Yū to Mika" (優とミカ)                  | Matsushita Shuhei                                            | 12 tháng 12, 2015 |
| 23  | 11             | "Gōman'na ai" (傲慢なアイ)               | Kadowaki Satoshi                                             | 19 tháng 12, 2015 |
| 24  | 12             | "Owari no Serafu" (終わりのセラフ)       | Kawai Yumi, Kyogoku Yoshiaki, Wakano Tetsuya, Tokudo Daisuke | 26 tháng 12, 2015 |

##### OVA
| Tập | Tựa đề                               | Ngày phát hành  |
| --- | ------------------------------------ | --------------- |
| 1   | "Kyūketsuki Shahal" (吸血鬼シャハル) | 2 tháng 5, 2016 |

### Trò chơi điện tử
Một trò chơi chiến lược PlayStation Vita có tựa đề Owari no Seraph: Unmei no Hajimari (終わりのセラフ 運命の始まり) phát hành bởi Bandai Namco Games vào ngày 17 tháng 12 năm 2015.
Bandai Namco Games cũng đã phát hành một trò chơi điện tử thông minh có tựa đề Owari no Seraph: BLOODY BLADES (終わりのセラフ BLOODY BLADES Owari no Serafu: Buraddi Bureizu) vào ngày 28 tháng 9 năm 2015.